# フェムト秒
フェムト秒（フェムトびょう）は、1×10−15秒に等しい国際単位系(SI)の時間単位である。比較として、1フェムト秒に対する1秒は、1秒に対するおよそ3,171万年に相当する。光線は、1フェムト秒で約0.3 μm（ウイルスの直径に相当する距離）進む。
記号fsでも表される。
1フェムト秒は、1000アト秒または1/1000ピコ秒と等しい。
- 分子動力学シミュレーションの一般的なタイムステップは、1 fsのオーダーにおいて行われる[4]。
- 可視光の波の周期は約2フェムト秒である。{\displaystyle {\lambda  \over {c}}={600\times 10^{-9}~{\rm {m}} \over 3\times 10^{8}~{\rm {m}}~{\rm {s}}^{-1}}=2.0\times 10^{-15}~{\rm {s}}} 正確な長さは色を決定する光子のエネルギーにより異なる（粒子と波動の二重性参照）。この時間は光の波長を光速（約3×108 m/s）で割ることで計算でき、光がその距離を移動するのに必要な時間を決定できる[5]。

| 色 | 色       | 波長間隔     | 周期間隔     |
| -- | -------- | ------------ | ------------ |
|    | 赤       | ~ 700–635 nm | ~ 2.3–2.1 fs |
|    | オレンジ | ~ 635–590 nm | ~ 2.1-2.0 fs |
|    | 黄       | ~ 590–560 nm | ~ 2.0-1.9 fs |
|    | 緑       | ~ 560–520 nm | ~ 1.9-1.7 fs |
|    | シアン   | ~ 520–490 nm | ~ 1.7-1.6 fs |
|    | 青       | ~ 490–450 nm | ~ 1.6-1.5 fs |
|    | 菫色     | ~ 450–400 nm | ~ 1.5-1.3 fs |

## 例
- 46 fs – 知られている中で最も速い化学反応（水の放射線分解により、H2O+イオンが形成され、これが急速に反応し、ヒドロニウム (H3O+) や短寿命のヒドロキシルラジカル (•OH)になる）[7]
- 200 fs – 光に対する目の色素の反応など、平均的な化学反応[5]
- 300 fs – ヨウ素分子内の原子の振動の時間[8]